# Helodrilus bavaricus
Helodrilus bavaricus ist eine Art der Regenwürmer. Die erst 2024 neu beschriebene Art ist bisher nur von der Typlokalität bekannt. Möglicherweise ist sie ein Endemit Bayerns und damit eine der wenigen endemischen Arten Mitteleuropas. In diesem Fall  hätte sie das Eiszeitalter im Boden an Ort und Stelle überdauert. Die Entdeckung der Art stieß, ungewöhnlich für Regenwürmer, auf reges öffentliches Interesse.

## Merkmale
Die Art erreicht im geschlechtsreifen Zustand eine Länge von 31 Millimeter und einen Durchmesser von 2 Millimeter, mit etwas mehr als 100 Segmenten. Die Segmente 10 bis 33 sind sekundär geringelt und in zwei bis drei sekundäre Ringel (Annuli) gegliedert. Sie ist blassrosa gefärbt. Das Clitellum (die drüsige „Gürtel“region, in der bei der Eiablage der Kokon gebildet wird), reicht von der Mitte von Segment 24 bis zum Segment 33. Die sogenannten Pubertätsleisten,  drüsige leistenartige Verdickungen auf dem Clitellum reichen von Segment 27 bis 31.  Wie typisch für die Gattung ist das Prostomium epilob, d. h. der Kopflappen am ersten, borstenlosen, Körpersegment, der die Mundöffnung überwölbt, erreicht nach hinten nicht die Intersegmentalfurche, d. h. er teilt das Segment nicht. Bei der Art sitzen die Borstenpaare ungewöhnlich eng gepaart.
Weitere Merkmale sind: Dorsalporen sind keine sichtbar, ebenso wenig Nephridialporen. Die männlichen Geschlechtsporen sitzen auf Segment 15, sie sind von halbmondförmigen Drüsenhügeln eingefasst. Es sind vier Paare von Spermathecae vorhanden.

## Fundort
Bisher einziger Fundort der Art ist ein pfluglos bearbeitetes landwirtschaftliches Feld bei Rotthalmünster, Landkreis Passau, Bayern. Die Art kommt hier zusammen mit einer Reihe weit verbreiter und häufiger anderer Regenwurmarten vor. Der Boden ist ein lössreicher, durch Tonverlagerung gekennzeichneter Boden, nach internationaler Nomenklatur ein Luvisol, im deutschen meist Parabraunerde genannt. Der feinkörnige Boden hat eine hohe Wasserkapazität.

## Systematik
Die Gattung Helodrilus gehört zu den am frühesten beschriebenen Regenwurmgattungen, sie wurde 1845 durch den deutschen Naturforscher Werner Friedrich Hoffmeister erstbeschrieben. Typusart, und einzige andere aus Deutschland bekannte Art, ist Helodrilus oculatus, eine in Deutschland extrem selten gefundene Art. Früher ein Verlegenheitstaxon, dem sehr viele Arten zugeordnet wurden, wurde die Gattung mehrfach revidiert und umfasst seit 2023 nur noch fünf, mit der neu entdeckten nun sechs,  Arten. Die ähnlichste, vermutlich nächstverwandte Art ist Helodrilus cernosvitovianus, eine vom Balkan bekannte Art. Deren Verbreitungsgebiet liegt etwa 600 Kilometer weiter südlich.